# Koprolith

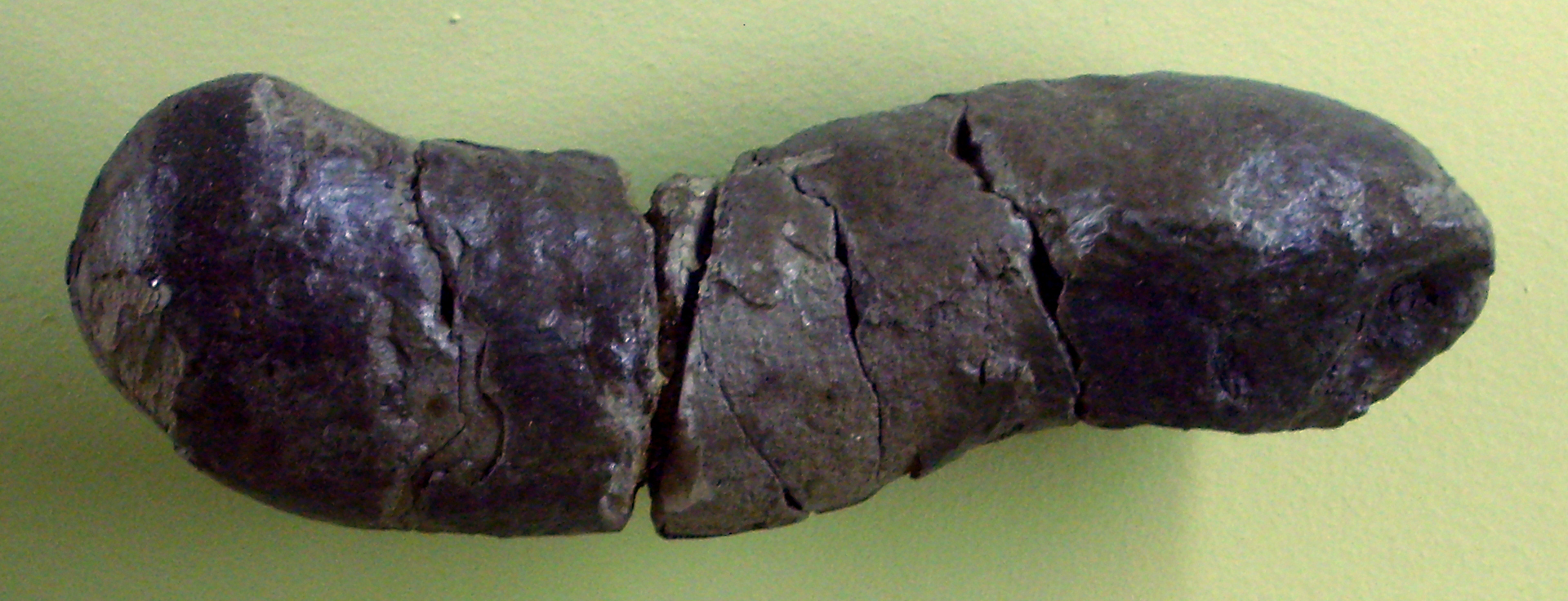
Koprolith von Anthracotherium

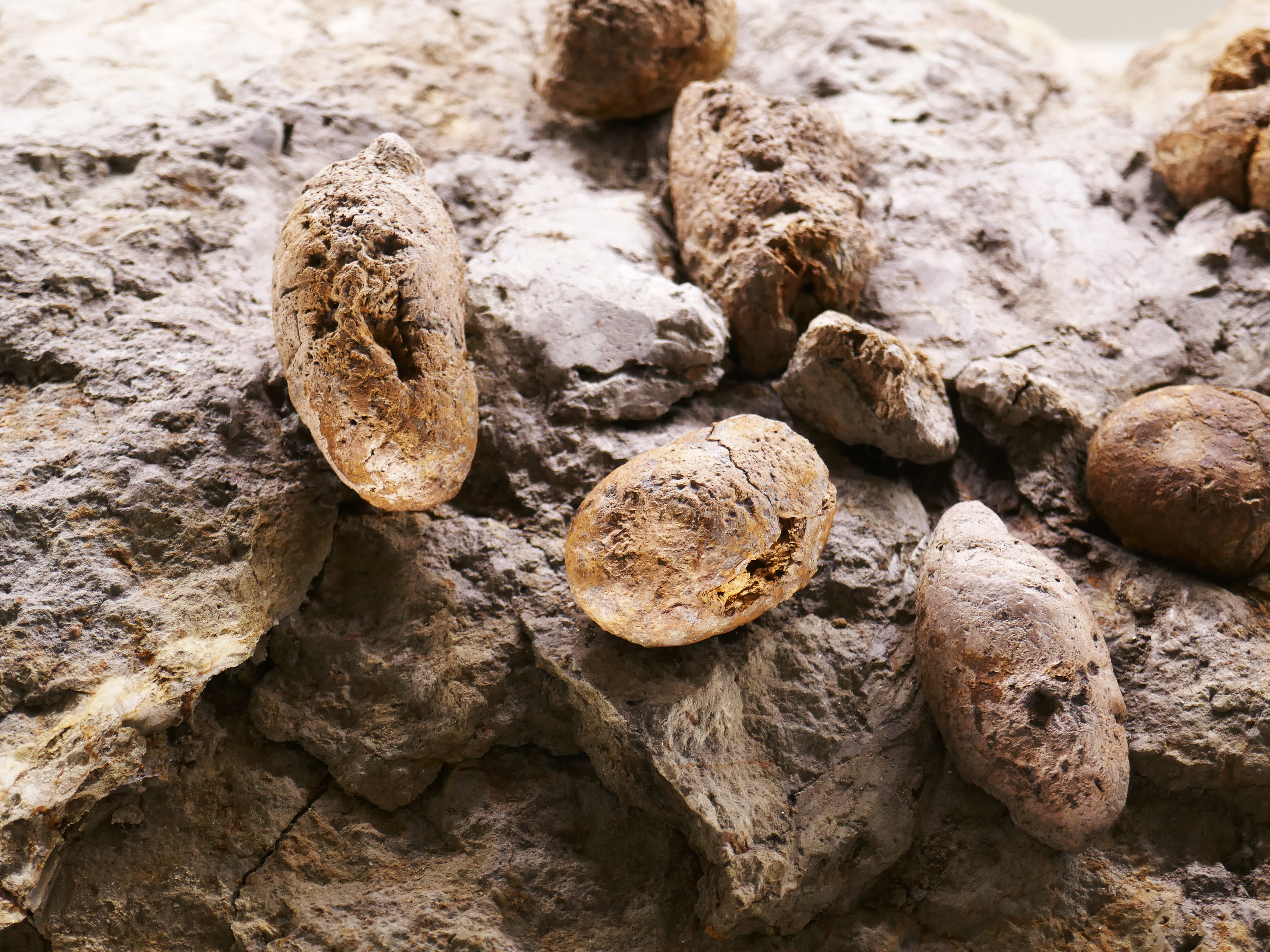
Koprolithen der Ur-Hyäne (Hyaenodon), Naturkundemuseum Graz

Ein Koprolith (von altgriechisch κόπρος kópros, deutsch ‚Kot‘ und λίθος líthos ‚Stein‘) oder Kotstein besteht aus fossilen Exkrementen (Kot) von Tieren (bei Menschen siehe Paläofäkalien) in meist phosphatischer Erhaltung. Sie gehören zu den Spurenfossilien und werden darum auch als Kotspuren bezeichnet.
Die ältesten bekannten Koprolithe stammen aus dem Ordovizium. Eingeführt wurde der Begriff durch den britischen Paläontologen William Buckland im Jahr 1824. Er berief sich dabei auf Bemerkungen der Fossilienjägerin Mary Anning, dass vermeintliche Magensteine im Bauchbereich von Ichthyosaurier-Skeletten, wenn sie aufgebrochen würden, oft versteinerte Fischknochen und Schuppen, sowie manchmal sogar Knochen von kleineren Ichthyosauriern enthielten.
Aufgrund ihrer instabilen Natur vor und nach der Fossilierung sind Koprolithe aus dem frühen bis mittleren Kambrium eher selten. Die weltweit bedeutendsten Sammlungen befinden sich an den Naturwissenschaftlichen Museen von Washington (Smithsonian Institution, D. C.), New Mexico und Oxford (Buckland Collection, UK).
Kotspuren lassen sich nur in wenigen Fällen eindeutig ihren Erzeugern zuordnen. Koprolithe spielen als Quelle von Mikrofossilien eine bedeutende Rolle, da sie die Nahrungszusammensetzung von Pflanzen-, Fleisch- und Fischfressern aufgrund der in ihnen enthaltenen unverdauten biologischen Hartteile wie Pflanzenfasern, Schalen und Schalenteile, aber auch von Knochenresten, aufzeigen können. Anhand von Koprolithen, welche wahrscheinlich von pflanzenfressenden Titanosauriern stammen, konnte beispielsweise nachgewiesen werden, dass sich Gräser bereits im Mesozoikum entwickelten.
1842 in Suffolk begründete der Theologe und Naturforscher John Stevens Henslow in Falkenham und Kirton den Bergbau auf Koprolithe und deren Verwendung als Düngemittel. Er patentierte ein Extraktionsverfahren mit Schwefelsäure und bald darauf wurden Koprolithe bis ins frühe 20. Jahrhundert in ganz Ost-England im industriellen Maßstab abgebaut.
Menschliche Koprolithe geben neben Knochenfunden und Pflanzenresten auch wichtige Hinweise auf die frühe Siedlungsgeschichte. 
Außerhalb des naturwissenschaftlichen Interesses findet der Koprolith Verwendung als Heil- und Schmuckstein.